# Loch Creran
Loch Creran är en sjö i Storbritannien.   Den ligger i kommunen Highland och riksdelen Skottland, i den nordvästra delen av landet, 600 km nordväst om huvudstaden London. Loch Creran ligger 36 meter över havet.  Trakten runt Loch Creran består i huvudsak av gräsmarker.